# José Manuel Losada
 (juin 2023).
 (juin 2021).
La mise en forme du texte ne suit pas les recommandations de Wikipédia : il faut le « wikifier ».
Les points d'amélioration suivants sont les cas les plus fréquents :
- Les titres sont pré-formatés par le logiciel. Ils ne sont ni en capitales, ni en gras.
- Le texte ne doit pas être écrit en capitales (les noms de famille non plus), ni en gras, ni en italique, ni en « petit »…
- Le gras n'est utilisé que pour surligner le titre de l'article dans l'introduction, une seule fois.
- L'italique est rarement utilisé : mots en langue étrangère, titres d'œuvres, noms de bateaux, etc.
- Les citations ne sont pas en italique mais en corps de texte normal. Elles sont entourées par des guillemets français : « et ».
- Les listes à puces sont à éviter, des paragraphes rédigés étant largement préférés. Les tableaux sont à réserver à la présentation de données structurées (résultats, etc.).
- Les appels de note de bas de page (petits chiffres en exposant, introduits par l'outil «  Source ») sont à placer entre la fin de phrase et le point final[comme ça].
- Les liens internes (vers d'autres articles de Wikipédia) sont à choisir avec parcimonie. Créez des liens vers des articles approfondissant le sujet. Les termes génériques sans rapport avec le sujet sont à éviter, ainsi que les répétitions de liens vers un même terme.
- Les liens externes sont à placer uniquement dans une section « Liens externes », à la fin de l'article. Ces liens sont à choisir avec parcimonie suivant les règles définies. Si un lien sert de source à l'article, son insertion dans le texte est à faire par les notes de bas de page.
- La présentation des références doit suivre les conventions bibliographiques. Il est recommandé d'utiliser les modèles {{Ouvrage}}, {{Chapitre}}, {{Article}}, {{Lien web}} et/ou {{Bibliographie}}. Le mode d'édition visuel peut mettre en forme automatiquement les références.
- Insérer une infobox (cadre d'informations à droite) n'est pas obligatoire pour parachever la mise en page.

Pour une aide détaillée, merci de consulter Aide:Wikification.
Si vous pensez que ces points ont été résolus, vous pouvez retirer ce bandeau et améliorer la mise en forme d'un autre article.
José Manuel Losada, né en 1962, est un professeur à l'Université complutense de Madrid et théoricien littéraire qui est spécialisé dans les domaines de la critique des mythes et de la littérature comparée, sur lesquels il a écrit et édité de nombreux livres en espagnol, français et anglais.

## Carrière universitaire
Docteur par l'Université de la Sorbonne (1990) et habilité à diriger des Recherches (HDR) par l'Université de Nancy II, José Manuel Losada a été "Visiting Scholar" à Harvard University, membre du SCR de St John's College de l'Université d'Oxford, Professeur invité à l'Université de Montréal et Senior Fellow à l'Université de Durham. Il a également été Maître de Conférences à l'Université de Navarre et a donné des séminaires postdoctoraux dans les universités de Jérusalem, Montpellier, Münster, Munich (LMU), Valence et Carthage. Depuis 1993, il enseigne à l'Université Complutense de Madrid la littérature française, littérature comparée et la science des religions.
J.M. Losada est fondateur et éditeur de la Revue de Mythocritique Amaltea en 2008, relative aux mythes anciens, médiévaux et modernes dans la littérature et les arts contemporains. Il est également fondateur et président d'Asteria, Association Internationale de Mythocritique, association culturelle à but non lucratif centrée sur la promotion de la recherche sur les mythes dans la littérature et les arts contemporains. De plus, Losada est fondateur et directeur d'Acis, un groupe de recherche sur la mythocritique, qui rassemble de nombreux professeurs et doctorants intéressés par l'analyse des mythes d'aujourd'hui dans une perspective interdisciplinaire. Chercheur principal de plusieurs projets de recherche R&D liés à la mythocritique, Losada a coordonné de nombreux congrès internationaux, plusieurs activités de sensibilisation (« Promenades mythologiques » lors de la Semaine scientifique de Madrid), et des concours de création plastique et de mythologie.
Sa production académique comprend une vingtaine de livres et deux cents articles publiés dans des revues spécialisées.

## Mythocritique culturelle
Losada définit le mythe comme suit :

« Le mythe est une histoire explicative, symbolique et dynamique d'un ou plusieurs événements personnels extraordinaires avec une référence transcendante surnaturelle, qui manque en principe de témoignage historique ; est constitué d'une série d'éléments invariants réductibles à des thèmes et soumis à des crises ; présente un caractère conflictuel, émotionnel, fonctionnel, rituel et renvoie toujours à une cosmogonie ou à une eschatologie absolues, particulières ou universelles. »

La critique mythologique (terme inventé par Gilbert Durand) est l'étude des mythes. La plus grande contribution de Losada à la théorie littéraire consiste à mettre à jour l'herméneutique et la méthodologie des études sur les récits mythiques et sur le mythe lui-même.
La mythocritique culturelle met l'accent sur la signification surnaturelle sacrée du mythe (élément absent des études durandiennes). Losada expose dans de nombreux textes les différences entre cette transcendance et la transcendance qui opère dans d'autres corrélats imaginaires (fantastique, science-fiction et ésotérisme). Elle est aussi détachée des approches partielles et déformantes du mythe (manifestation de complexes psychanalytiques ou de déformations sociales : Freud, Barthes, etc.). Il n'y a de mythe que lorsque, dans une œuvre de fiction, deux personnages, l'un du monde surnaturel sacré et l'autre de ce monde naturel, entrent en contact. Cette herméneutique (« le mythe comme objet », « la valeur » dans la culture et l'interprétation textuelle) permet à Losada d'éviter les approches réductrices du mythe. En effet, il considère que l'application sans discernement d'une série de facteurs configurateurs de la société occidentale contemporaine (la mondialisation sociale et technique, la « doxa » du relativisme démocratique et consumériste, et la logique de l'immanence vitale et réflexive) peut induire en erreur les chercheurs dans l’étude des mythes. Conscient et « amoureux » du monde d'aujourd'hui, Losada propose de prendre en compte ces facteurs comme point de référence et de contraste pour une étude authentiquement académique du mythe. Sans perdre de vue les avancées du passé, cette nouvelle mythocritique développe une épistémologie qui permet d'appréhender et d'expliquer une réalité imaginaire et globale, visant à une meilleure compréhension du message authentique des mythes pour la culture d'aujourd'hui. Cette discipline résulte des principales prémisses herméneutiques assumées par J.M. Losada :
1. Toute approche mythocritique d'un texte requiert l'hypothèse préalable d'une définition globale du mythe.
2. Le caractère scientifique de cette définition dépend de ses probabilités d'application au spectre maximum possible de manifestations mythologiques.
3. L'établissement d'une typologie approfondie et extensive pour chaque mythe est un gage de cohérence.
4. L'investigation des sources primaires et secondaires doit servir à la compréhension du mythe, et non l'inverse.
5. Toute étude d'un mythe doit nécessairement être de nature interdisciplinaire[9],[10].

En conséquence de cette dernière prémisse, la critique mythologique, sans abandonner l'analyse de l'imaginaire symbolique, envahit toute manifestation culturelle. Cette mythocritique culturelle étudie les manifestations mythiques dans des domaines aussi larges que la littérature, le cinéma et la télévision, le théâtre, la sculpture, la peinture, les jeux vidéo, la musique, la danse, le journalisme et d'autres moyens de manifestation culturelle et artistique :

« La critique mythologique, discipline qui étudie les mythes (la mythologie les contient, comme un panthéon ses statues), est par nature interdisciplinaire : elle combine les apports de la théorie littéraire, de l'histoire de la littérature, des beaux-arts et des nouveaux modes de diffusion à l'époque de la communication. Elle entreprend également son objet d'étude à partir de son interrelation avec d'autres sciences humaines et sociales, notamment la sociologie, l'anthropologie et l'économie. La nécessité d'une approche, d'une méthodologie permettant de comprendre la complexité du mythe et de ses manifestations à l'époque contemporaine, est alors justifiée. »

La mythocritique culturelle permet l'analyse des mythes de notre temps, dont l'étude diffère considérablement de celle menée jusqu'à présent. De nombreux chercheurs[source insuffisante] ont suivi ces principes méthodologiques pour aborder une nouvelle analyse et synthèse d'histoires mythiques.

## Œuvres soulignées

### Livres
- 1993 : Tirso, Molière, Pouchkine, Lenau. Analyses et synthèses sur un mythe littéraire. Édité avec Pierre Brunel, Paris, Klincksieck.  (ISBN 2252029390).
- 1997 : Bibliography of the Myth of Don Juan in Literary History, José Manuel Losada ed. Lexington (NY) : Edwin Mellen.  (ISBN 0773484507).
- 1999 : Bibliographie critique de la littérature espagnole en France au XVIIe siècle. Présence et influence, Genève (Suisse) : Droz.  (ISBN 2600003134).
- 2010 : Métamorphoses du roman français. Avatars d’un genre dévorateur, José Manuel Losada ed. Louvain (Belgique) : Peeters.  (ISBN 9789042922013).
- 2010 : Mito y mundo contemporáneo. La recepción de los mitos antiguos, medievales y modernos en la literatura contemporánea. Bari (Italie) : Levante Editori.  (ISBN 9788879495479).
- 2012 : Myth and Subversion in the Contemporary Novel. Newcastle upon Tyne : Cambridge Scholars Publishing. Édité avec Marta Guirao.  (ISBN 1443837466).
- 2013 : Mito e interdisciplinariedad. Los mitos antiguos, medievales y modernos en la literatura y las artes contemporáneas. Bari (Italie) : Levante Editori. Édité avec Antonella Lipscomb.  (ISBN 9788879496230).
- 2014 : Abordajes. Mitos y reflexiones sobre el mar. José Manuel Losada ed., Madrid : Instituto Español de Oceanografía.  (ISBN 9788495877512).
- 2014 : Victor Hugo et l’Espagne. L’imaginaire hispanique dans l’œuvre poétique. Avec la collaboration d'André Labertit, Paris, Honoré Champion.  (ISBN 9782745326980).
- 2015 : Myths in Crisis : The Crisis of Myth. Newcastle upon Tyne : Cambridge Scholars Publishing. Édité avec Antonella Lipscomb.  (ISBN 9781443878142).
- 2015 : Nuevas formas del mito, José Manuel Losada ed. Berlin : Logos Verlag.  (ISBN 9783832540401).
- 2016 : Mitos de hoy. Ensayos de mitocrítica cultural, José Manuel Losada ed., Berlin, Logos Verlag.  (ISBN 9783832542399).
- 2017 : Myth and Emotions, Newcastle Upon Tyne : Cambridge Scholars Publishing. Édité avec Antonella Lipscomb.  (ISBN 9781527500112).
- 2019 : Myth and Audiovisual Creation, Berlin : Logos Verlag. Édité avec Antonella Lipscomb.  (ISBN 9783832549664).
- 2021 : Mito y ciencia ficción, Madrid : Sial Pigmalión. Édité avec Antonella Lipscomb.  (ISBN 9788418888120).
- 2022 : El Jardín de las Hespérides : del mito a la belleza, Madrid : Ediciones Complutense. Commissaire et éditeur.  (ISBN 9788409368556).
- 2022 : Mitocrítica cultural. Una definición del mito, Madrid : Akal.  (ISBN 9788446052678).

### Articles
- 1989 : « Calderón de la Barca : El laurel de Apolo ». Revista de Literatura (Madrid), 51 : 485-494. (ISSN 0034-849X).
- 2004 : « The Myth of the Fallen Angel. Its Theosophy in Scandinavian, English, and French Literature ». Nonfictional Romantic Prose. Expanding Borders, Steven P. Sondrup & Virgil Nemoianu eds. Amsterdam / Philadelphia (PA) : John Benjamins : 433-457. DOI : 10.1075/chlel.xviii.34Les.  (ISBN 9027234515).
- 2008 : « Victor Hugo et le mythe de Don Juan », Don Juans insolites, Pierre Brunel ed. Paris : Presses de l’Université Paris-Sorbonne : 79-86.  (ISBN 9782840505679).
- 2009 : « La nature mythique du Graal dans Le Conte du Graal de Chrétien de Troyes ». Cahiers de Civilisation Médiévale (Poitiers), 52,1 (2009) : 3-20.  (ISSN 0007-9731).
- 2014 : « Myth and Extraordinary Event ». International Journal of Language and Literature. New York : pp. 31-55.
- 2015 : « Myth and Origins: Men Want to Know », Journal of Literature and Art Studies. New York, vol. 5, no 10, pp. 930–945.  (ISSN 2159-5836).
- 2016 : « El mundo de la fantasía y el mundo del mito. Los cuentos de hadas », Çédille, “Monografías”, 6 : 69-100.  (ISSN 1699-4949).
- 2017 : « El "mito" de Don Quijote (2ª parte) : ¿con o sin comillas? En busca de criterios pertinentes del mito », Cervantès, quatre siècles après : nouveaux objets, nouvelles approches, Emmanuel Marigno et au. eds., Binges (France) : Éditions Orbis Tertius : 11-32.  (ISBN 9782367830957).
- 2018 : « Le personnage mythique », Degrés. Revue de synthèse à orientation sémiologique (Bruxelles), 45 : c1-c18.  (ISSN 0770-8378).
- 2019 : « Preface : The Myth of the Eternal Return », Journal of Comparative Literature and Aesthetics, 40.2 : 7-10.  (ISSN 0252-8169).
- 2020 : « Mito y antropogonía en la literatura hispanoamericana: Hombres de maíz, de Miguel Ángel Asturias », Rassegna iberistica (Venise), 43, 113, Giugno (2020), 41-56. Et- (ISSN 2037-6588).  (ISSN 0392-4777).
- 2020 : « Cultural Myth Criticism and Today’s Challenges to Myth », Explaining, Interpreting, and Theorizing Religion and Myth: Contributions in Honor of Robert A. Segal, Nickolas B. Roubekas and Thomas Ryba (eds.), Leyde, Koninklijke Brill NV, 2020, pp. 355-370  (ISBN 9789004435025).